# 藏雪雀
藏雪雀（学名：Montifringilla henrici）为雀科雪雀属的鸟类，原為白斑翅雪雀的青海亚种，現時普遍視為一獨立物種。在中国大陆，分布于西藏、青海等地。该物种的模式产地在西藏高原。